# Sơn Bằng
Sơn Bằng là một xã thuộc huyện Hương Sơn, tỉnh Hà Tĩnh, Việt Nam.

## Địa lý
Xã Sơn Bằng có diện tích 5,94 km², dân số năm 1999 là 3.658 người, mật độ dân số đạt 616 người/km².

## Lịch sử
Ngày 13 tháng 12 năm 2018, HĐND tỉnh Hà Tĩnh ban hành Nghị quyết số 126/NQ-HĐND về việc:
- Đổi tên thôn Lai Thịnh thành thôn Phúc Bằng.
- Thành lập thôn Thịnh Bằng trên cơ sở  thôn Lạc Thịnh và thôn Phúc Đình.
- Thành lập thôn Trung Bằng trên cơ sở  thôn Mãn Tâm và Thôn Chùa.
- Thành lập thôn Kim Bằng trên cơ sở thôn Đông Sơn và thôn Phan Định.
- Thành lập thôn Thanh Bằng trên cơ sở  thôn Cự Sơn và thôn Thanh Uyên.